# Johannes Hardraht
Johannes Wilhelm Ernst Hardraht (* 21. Februar 1880 in Dresden; † 1. August 1940 ebenda) war ein deutscher Amtshauptmann und Ministerialbeamter.

## Leben und Beruf
Er war der Sohn des Dresdner Landgerichtsrats Johannes Heinrich Hardraht. Nach dem Schulbesuch des Kreuzgymnasiums in Dresden studierte er Rechtswissenschaften, schlug nach dem üblichen Vorbereitungsdienst eine Beamtenlaufbahn ein und wurde 1907 zum Bezirksassessor des Landesversicherungsanstalt in Dresden ernannt. 1909 wechselte er als Regierungsassessor an die Amtshauptmannschaft Chemnitz und kehrte 1912 als Regierungsamtmann nach Dresden zurück. Von 1919 bis 1932 war Hardraht Amtshauptmann in Grimma, bevor er zum Ministerialrat befördert und zur Vertretung Sachsens in Berlin versetzt wurde. Vom 8. März 1932 bis zum 14. Februar 1934 war Hardraht stellvertretender Bevollmächtigter Sachsens zum Reichsrat. Zum 1. Januar 1936 übernahm er in Dresden das Amt des Präsidenten des Landesarbeitsamtes. Diese Funktion übte er bis zu seinem Tod aus.

## Schriften (Auswahl)
- Die gegenwärtige Entwicklung des öffentlichen Fürsorgewesens auf dem Lande. Grimma 1925.

## Ehrungen
- Silbernes Treuedienst-Ehrenzeichen (1939)